# Ким Чі Хьон
Ким Чі Хьон (17 березня 2000 , Ульсан ) — південнокорейська стрільчиня, срібна призерка Олімпійських ігор 2024 року.

## Виступи на Олімпіадах
| Олімпіада  | Дисципліна                              | Місце |
| ---------- | --------------------------------------- | ----- |
| Париж 2024 | пневматична гвинтівка, 10 метрів        | 9     |
| Париж 2024 | пневматична гвинтівка, 10 метрів, мікст | 2     |

## Зовнішні посилання
- Ким Чі Хьон на сайті ISSF (англійська)
- Ким Чі Хьон на сайті Olympics.com (англійська)